# James Serrin
James Burton Serrin Jr.  (Chicago, 1 de novembro de 1926 — Minneapolis, 23 de agosto de 2012) foi um matemático estadunidense.
É conhecido por suas contribuições em mecânica do contínuo, análise não-linear e equações diferenciais parciais.
Doutorado pela Universidade de Indiana, em 1951. Entre 1954 e 1995 foi professor da Universidade de Minnesota.
Foi eleito membro da Academia Nacional de Ciências dos Estados Unidos em 1980.